# Paraleucilla
Paraleucilla is een geslacht van sponsdieren uit de klasse van de Calcarea (kalksponzen).

## Soorten
- Paraleucilla crosslandi (Row, 1909)
- Paraleucilla cucumis (Haeckel, 1872)
- Paraleucilla incomposita Cavalcanti, Menegola & Lanna, 2014
- Paraleucilla magna Klautau, Monteiro & Borojevic, 2004
- Paraleucilla oca Cavalcanti, Menegola & Lanna, 2014
- Paraleucilla perlucida Azevedo & Klautau, 2007
- Paraleucilla princeps (Row & Hozawa, 1931)
- Paraleucilla proteus (Dendy, 1913)
- Paraleucilla saccharata (Haeckel, 1872)
- Paraleucilla solangeae Cavalcanti, Menegola & Lanna, 2014
- Paraleucilla sphaerica Lanna, Cavalcanti, Cardoso, Muricy & Klautau, 2009